# Arandas (cràter)
|  | Per a altres significats, vegeu «Arandas (desambiguació)». |

Arandas és un cràter d'impacte del planeta Mart situat a 42.7° Nord i 15.1° Oest (42.4° Nord i 344.9° Est). L'impacte va causar una obertura de 24,76 quilòmetres de diàmetre en la superfície del quadrangle MC-04 del planeta, conegut com a quadrangle Mare Acidalium. El cràter va ser fotografiat per primera vegada en 1976 per la sonda Viking 1.
El nom va ser aprovat en 1976 per la Unió Astronòmica Internacional en honor de la localitat de Arandas (Mèxic).